# Лук ленкоранский
Лук ленкоранский (лат. Allium lenkoranicum) — многолетнее травянистое растение, вид рода Лук (Allium) семейства Луковые (Alliaceae).

## Распространение и экология
В природе ареал вида охватывает Талышские горы. Эндемик.
Произрастает на склонах в лесном поясе.

## Ботаническое описание
Луковица яйцевидная, диаметром 1—2 см, наружные оболочки серовато-черноватые, тонкобумагообразные. Стебель высотой 20—50 см, на половину или две трети одетый гладкими влагалищами листьев.
Листья в числе четырёх—пяти, нитевидные, шириной 1—2 мм, свёрнутые, плоские, во время цветения увядающие.
Чехол до шести раз длиннее зонтика. Зонтик пучковатый, рыхлый, обычно сравнительно многоцветковый. Цветоножки неравные, в два—шесть раз длиннее околоцветника, при основании с немногочисленными прицветниками. Листочки узко-колокольчатого околоцветника грязновато-лиловато-розовые, с грязно-пурпурной жилкой, тусклые, длиной 5—6 мм, линейно-продолговатые, тупые, с закруглённо усечённой верхушкой. Нити тычинок едва короче или равны листочкам околоцветника, на четверть между собой и с околоцветником сросшиеся, шиловидные; пыльники желтые. Столбик выдается из околоцветника.
Створки коробочки широко обратнояйцевидные, длиной около 4 мм.

## Классификация

### Таксономия
Вид Лук ленкоранский входит в род Лук (Allium) семейства Луковые (Alliaceae) порядка Спаржецветные (Asparagales).
|  |                                      |  |                                                             |                                                             |                   |  | ещё 24 семейства (согласно Системе APG II) | ещё 24 семейства (согласно Системе APG II) |                      |  |  |  | ещё более 870 видов |
|  |                                      |  |                                                             |                                                             |                   |  | ещё 24 семейства (согласно Системе APG II) | ещё 24 семейства (согласно Системе APG II) |                      |  |  |  | ещё более 870 видов |
|  |                                      |  |                                                             | порядок Спаржецветные                                       |                   |  |                                            |                                            | род Лук              |  |  |  |                     |
|  |                                      |  |                                                             | порядок Спаржецветные                                       |                   |  |                                            |                                            | род Лук              |  |  |  |                     |
|  | отдел Цветковые, или Покрытосеменные |  |                                                             |                                                             | семейство Луковые |  |                                            |                                            | вид Лук ленкоранский |  |  |  |                     |
|  | отдел Цветковые, или Покрытосеменные |  |                                                             |                                                             | семейство Луковые |  |                                            |                                            |                      |  |  |  |                     |
|  |                                      |  | ещё 44 порядка цветковых растений (согласно Системе APG II) | ещё 44 порядка цветковых растений (согласно Системе APG II) |                   |  |                                            | ещё около 300 родов                        | ещё около 300 родов  |  |  |  |                     |
|  |                                      |  |                                                             | ещё 44 порядка цветковых растений (согласно Системе APG II) |                   |  |                                            |                                            | ещё около 300 родов  |  |  |  |                     |

### Представители
В рамках вида выделяют ряд подвидов:
- Allium paniculatum subsp. euboicum (Rech.f.) Stearn

- [syn.  Allium euboicum Rech.f.]

- Allium paniculatum subsp. fuscum (Waldst. & Kit.) Arcang.

- [syn.  Allium fuscum Waldst. & Kit.]

- Allium paniculatum subsp. paniculatum
- Allium paniculatum subsp. villosulum (Halacsy) Stearn